# Співачук Володимир Леонідович
Володимир Леонідович Співачук (нар. 24 березня 1947, смт Ярмолинці, Хмельницька область) — український політик. Кандидат економічних наук, доцент; колишній народний депутат України.
Освіта: Львівський державний університет імені Івана Франка (1969), викладач історії та суспільствознавства; кандидатська дисертація «Розробка питань про категорії і закони політекономії соціалізму в радянській економічній літературі перехідного періоду (1917—1937 рр.)» (Інститут економіки АНУ, 1987).
Народний депутат України 4-го скликання з квітня 2002 до квітня 2006 від СПУ, № 21 в списку. На час виборів: завідувач кафедри економічної теорії Технологічного університету Поділля, член СПУ. Член фракції СПУ (з травня 2002). Член Комітету з питань економічної політики, управління народним господарством, власності та інвестицій (з червня 2002).
- 1969–1970 — учитель історії Нововоскресенської середньої школи Херсонської області.
- 1970–1975 — на комсомольській роботі Ярмолинецького райкому ЛКСМУ Хмельницького обкому ЛКСМУ.
- 1975–1987 — на партійній роботі Ярмолинецького райкому КПУ Хмельницького райкому КПУ.
- 1987–1988 — методист навчально-курсового комбінату управління торгівлі Хмельницького облвиконкому.
- 1988–2002 — старший викладач, доцент, завідувач кафедри економічної теорії Технологічного університету Поділля.

Перший секретар Хмельницького обкому СПУ; член Політради СПУ; голова постійної комісії законності, правопорядку та місцевого самоврядування Хмельницької облради (2006–2010), член депутатської фракції СПУ. Син Володимира Олександр зник у ході АТО під Іловайськом 29 серпня 2014 року. В подальшому було з'ясовано, що Олександр загинув 29.08.2014 року при виході з Іловайська по так званому «Зеленому коридору», прикриваючи відхід своїх товаришів. Був похований в Дніпропетровську як невідомий Захисник України. Був упізнаний за результатами експертизи ДНК та 25 січня 2015 року похований в рідному місті Хмельницький на кладовищі у мікрорайоні Ракове на Алеї Слави (ряд № 1 місце № 7).